# Ставки (зупинний пункт, Львівська залізниця)
Ставки́ — пасажирський залізничний зупинний пункт Тернопільської дирекції Львівської залізниці на неелектрифікованій лінії Березовиця-Острів — Ходорів між станціями Козова (13 км) та Денисів-Купчинці (4 км). Розташований поблизу хутора Ставки Тернопільського району Тернопільської області.

## Пасажирське сполучення
На зупинному пункті Ставки зупиняються приміські дизель-поїзди сполученням Тернопіль — Підвисоке / Ходорів.